# 邦吉錫伯鯰
邦吉錫伯鯰，為輻鰭魚綱鯰形目北非鯰科的其中一種，分布於非洲Mweru湖、Luapula河、Bangwelu湖、Chambezi河等流域，體長可達59公分，棲息在底層水域，屬肉食性，生活習性不明。

## 擴展閱讀
維基物種上的相關：邦吉錫伯鯰